# Блача, Томми
Томми Блача (англ. Tommy Blacha) — американский комедийный писатель, номинировавшейся на премию Эмми, а также актёр и продюсер. Работал в таких проектах, как Шоу Ali G (англ. Da Ali G Show) и Поздним вечером с Конаном О’Брайеном (англ. Late Night with Conan O’Brien).
С 1993 по 1999 работал с О’Брайном. С 1999 был креативным директором при Мировой Ассоциации Рестлинга. В 2004 стал сценаристом Шоу Ali G. С 2006 и по сей день совместно с Брендоном Смоллом участвуют в проекте Металлопокалипсис.